# Fire (canção de Shinee)
Fire é o sétimo single japonês da boy band sul-coreana Shinee. O single foi lançado em 13 de março de 2013. Em 4 de abril de 2013 a EMI revelou que "Fire" seria o tema de encerramento do programa de TV da TBS, "Matsuko no shiranai Sekai", a partir de 19 de abril.

## Lista de faixas
| Edições limitadas e edição padrão do CD |                    |                  |                                                           |         |  |
| N.º                                     | Título             | Letras           | Música                                                    | Duração |  |
| 1.                                      | "Fire"             | Ishiwatari Junji | BACHLOGIC, SHIKATA, Erik Lidbom (Mixer: D.O.I.)           | 3:36    |  |
| 2.                                      | "Moon River Waltz" | Ishiwatari Junji | Luke Nathaniel Bingham, Blair Nicholas Somerled MacKichan | 3:50    |  |

| CD (apenas a edição regular) |                                   |         |  |
| N.º                          | Título                            | Duração |  |
| 3.                           | "Fire" (Instrumental)             | 3:36    |  |
| 4.                           | "Moon River Waltz" (Instrumental) | 3:50    |  |

| DVD (edição limitada) |                                               |         |  |
| N.º                   | Título                                        | Duração |  |
| 1.                    | "Fire" (versão completa)                      |         |  |
| 2.                    | "Fire" (Lip-Sync Ver.)                        |         |  |
| 3.                    | "Fire" (Jacket & Music Video Shooting Sketch) |         |  |

## Desempenho nas paradas

### Oricon chart
| Oricon Chart          | Posição | Vendas de estreia | Total de vendas |
| --------------------- | ------- | ----------------- | --------------- |
| Daily Singles Chart   | 3       | 28,861            | 54,510+         |
| Weekly Singles Chart  | 5       | 48,906            | 54,510+         |
| Monthly Singles Chart | 12      | 54,288            | 54,510+         |
| Yearly Singles Chart  | —       | —                 | 54,510+         |

### Outros charts
| País   | Gráfico                                    | Melhores posições |
| ------ | ------------------------------------------ | ----------------- |
| Japão  | Billboard Japan Adult Contemporary Airplay | 53                |
| Japão  | Billboard Japan Hot Top Airplay            | 26                |
| Japão  | Billboard Japan Hot Singles Sales          | 5                 |
| Japão  | Billboard Japan Hot 100                    | 7                 |
| Taiwan | G-Music Asia Chart                         | 1                 |
| Taiwan | FIVE MUSIC                                 | 2                 |
| Taiwan | Hit FM’s Asia Chart                        | 1                 |